# Episodi di Melissa & Joey (terza stagione)
La terza stagione della serie televisiva Melissa & Joey è stata trasmessa negli Stati Uniti dall'emittente ABC Family dal 29 maggio 2013 al 18 giugno 2014.
In Italia la prima parte della stagione è andata in onda su Comedy Central dal 30 settembre 2013 al 22 ottobre 2013. La seconda parte della stagione è stata trasmessa invece in prima visione su Comedy Central dal 9 ottobre al 18 dicembre 2014.
| nº | Titolo originale              | Titolo italiano                         | Prima TV USA     | Prima TV Italia   |
| -- | ----------------------------- | --------------------------------------- | ---------------- | ----------------- |
| 1  | Works For Me                  | Lavori per me                           | 29 maggio 2013   | 30 settembre 2013 |
| 2  | Toxic Parents                 | Genitori si diventa                     | 5 giugno 2013    | 1º ottobre 2013   |
| 3  | Inside Job                    | Un lavoro per Joey                      | 12 giugno 2013   | 2 ottobre 2013    |
| 4  | Can't Hardly Wait             | Aspettare è faticoso                    | 12 giugno 2013   | 3 ottobre 2013    |
| 5  | Oh Brother                    | Più che amici!                          | 19 giugno 2013   | 7 ottobre 2013    |
| 6  | The Truth Hurts               | Un colpo basso                          | 26 giugno 2013   | 8 ottobre 2013    |
| 7  | The Unkindest Cut             | Presa di coscienza                      | 10 luglio 2013   | 9 ottobre 2013    |
| 8  | The Unfriending               | Amicizia indesiderata                   | 17 luglio 2013   | 10 ottobre 2013   |
| 9  | Something Happened            | La prima volta                          | 24 luglio 2013   | 11 ottobre 2013   |
| 10 | Family Feud                   | Buongiorno Toledo                       | 31 luglio 2013   | 14 ottobre 2013   |
| 11 | Fast Times                    | Tempi veloci                            | 7 agosto 2013    | 15 ottobre 2013   |
| 12 | Bad Influence                 | Cattive compagnie                       | 14 agosto 2013   | 16 ottobre 2013   |
| 13 | Teach Your Children           | Una decisione importante                | 21 agosto 2013   | 17 ottobre 2013   |
| 14 | What Happens in Jersey... (1) | Quello che accade in New Jersey-Parte 1 | 28 agosto 2013   | 18 ottobre 2013   |
| 15 | What Happens in Jersey... (2) | Quello che accade in New Jersey-Parte 2 | 4 settembre 2013 | 21 ottobre 2013   |
| 16 | A New Kind of Christmas       | Karaoke di Natale                       | 11 novembre 2013 | 22 ottobre 2013   |
| 17 | A Decent Proposal             | Proposta decente                        | 15 gennaio 2014  | 9 ottobre 2014    |
| 18 | Independence Day              | Independence Day                        | 22 gennaio 2014  | 9 ottobre 2014    |
| 19 | The New Deal                  | Ryder virale                            | 29 gennaio 2014  | 16 ottobre 2014   |
| 20 | Feel the Burn                 | Formaggio flambé                        | 5 febbraio 2014  | 16 ottobre 2014   |
| 21 | Plus One                      | Più uno                                 | 15 febbraio 2014 | 23 ottobre 2014   |
| 22 | House Broken                  | Maschio Alfa                            | 26 febbraio 2014 | 23 ottobre 2014   |
| 23 | Couples Therapy               | Terapia di coppia                       | 5 marzo 2014     | 30 ottobre 2014   |
| 24 | To Tell The Truth             | Segreti di coppia                       | 12 marzo 2014    | 30 ottobre 2014   |
| 25 | My Roof, My Rules             | A casa mia comando io                   | 19 marzo 2014    | 6 novembre 2014   |
| 26 | Chaperones                    | L'onestà prima di tutto                 | 26 marzo 2014    | 6 novembre 2014   |
| 27 | I'll Cut You                  | Una diavoletta per capello              | 2 aprile 2014    | 13 novembre 2014  |
| 28 | Catch & Release               | Pesca e rilascia                        | 9 aprile 2014    | 13 novembre 2014  |
| 29 | Born To Run                   | Un selfie scandaloso                    | 16 aprile 2014   | 20 novembre 2014  |
| 30 | More Than Roommates           | La poltrona della nonna                 | 23 aprile 2014   | 20 novembre 2014  |
| 31 | Accidents Will Happen         | Incidenti che capitano                  | 30 aprile 2014   | 27 novembre 2014  |
| 32 | Right Place, Right Time       | Al posto giusto nel momento giusto      | 7 maggio 2014    | 27 novembre 2014  |
| 33 | Don't Look Back in Anger      | Uno sguardo nel passato                 | 14 maggio 2014   | 4 dicembre 2014   |
| 34 | Uninvited                     | Un ospite non gradito                   | 28 maggio 2014   | 4 dicembre 2014   |
| 35 | You're the One That I Want    | Promesse nuziali                        | 4 giugno 2014    | 11 dicembre 2014  |
| 36 | Maybe I'm Amazed              | La figlia segreta                       | 11 giugno 2014   | 11 dicembre 2014  |
| 37 | At Last                       | Finalmente                              | 18 giugno 2014   | 18 dicembre 2014  |